# L'Auberge fantôme
Pour plus de détails, voir Fiche technique et Distribution.
L'Auberge fantôme (The Halfway House) est un film britannique réalisé par Basil Dearden, sorti en 1944.

## Synopsis
David Davies, un célèbre chef d'orchestre, apprend qu'il ne lui reste que trois mois à vivre et son médecin lui propose de faire un séjour à The Halfway House, un petit hôtel situé dans une partie isolée du Pays de Galles. Parallèlement, Richard French est également en route pour l'hôtel avec sa fille, Joanna qui, à leur insu, a entendu ses parents discuter de leur projet de divorce. À la gare, ils rencontrent un jeune couple, Terence et Margaret, et tous les quatre marchent ensemble jusqu'à l'hôtel. Se rendent également à l'hôtel William Oakley, un profiteur de guerre, et son ami le capitaine Fortesque, qui vient de refuser de travailler comme directeur de prison parce qu'il ne veut pas contribuer à l'effort de guerre.
À l'hôtel, le propriétaire, Rhys, semble se présenter devant Fortesque comme venant de nulle part et, étonnamment, s'attendait à son arrivée. Rhys présente sa fille Gwyneth, qui arrange une chambre pour David, qui vient d'arriver.
L'ancien capitaine Harry Meadows et son épouse française, Alice, arrivent également, après avoir discuté de la mort récente de leur fils unique, Jim. Lorsqu'Alice déballe ses affaires dans sa chambre, Rhys lui dit qu'elle n'a pas besoin de chercher des preuves de la vie après la mort de son fils. Entre-temps, il s'avère que Joanna a dit à sa mère où elle allait être logée avec son père, et Jill est elle aussi hébergée à l'hôtel. Richard surprend Jill flirtant avec Fortesque et ils se disputent à nouveau. Terence, un irlandais, dit à Margaret qu'il va travailler à Berlin, et justifie cela en disant que l'Irlande n'a pas déclaré la guerre à l'Allemagne. Elle déteste l'idée et dit qu'elle ne l'épousera pas avant son retour de Berlin.
Au dîner, tout le monde se réunit à table et Terence dit que l'Irlande doit rester neutre. Alice n'est pas d'accord, en prenant la situation de la France comme exemple. Rhys dit aux clients que l'hôtel a été bombardé il y a un an, puis ils partent tous. Le lendemain, Harry emmène Joanna sur son bateau, pour qu'elle puisse prétendre se noyer afin d'essayer de réunir ses parents. Mais le stratagème échoue.
Pendant ce temps, Rhys s'adresse à Terence et défie son nationalisme irlandais, disant qu'il ne ferait pas passer le Pays de Galles devant l'humanité entière. Gwyneth parle à Joanna et lui dit de ne pas abandonner ses efforts avec ses parents.
À l'intérieur, Alice dirige une séance de spiritisme pour essayer de parler à son fils décédé. Elle entend une voix qu'elle croit être celle de Jim, mais c'est la radio que Harry vient d'allumer. Elle s'enfuit à l'étage en larmes, et Harry dit à tout le monde dans la pièce qu'il veut juste que son fils repose en paix. Rhys lui dit de dire ça à sa femme, et Harry monte se réconcilier avec elle. En bas, tout le monde écoute la radio, qui donne des nouvelles de l'année précédente sur la chute de Tobrouk. David se rend compte que tout dans l'hôtel a exactement un an. Ils changent de chaîne et entendent David diriger un concert à Toronto, confirmant ses soupçons. Il les avertit de faire vite, car le raid aérien de l'an dernier aura lieu et ils seront à nouveau bombardés.
Les bombes commencent à pleuvoir et Fortesque écrit à son ancien régiment pour se rengager. Les parents de Joanna se réconcilient et Terence décide de lutter contre l'Allemagne. Rhys affronte Oakley et lui dit d'arrêter de profiter de la guerre et de suivre son cœur. Rhys et Gwyneth disent à tout le monde de partir et de vivre leur vie. Tout le monde pense au passé et raconte ce qu'il va faire à l'avenir. L'hôtel s'effondre en ruines, avant de se dissoudre et de laisser voir les vallées verdoyantes en contrebas.

## Fiche technique
- Titre : L'Auberge fantôme
- Titre original : The Halfway House
- Réalisation : Basil Dearden
- Scénario : Angus MacPhail, Diana Morgan, , avec la collaboration de Roland Pertwee et T. E. B. Clarke, d'après la pièce « The Peaceful Inn » de Denis Ogden, créée à Londres au York's Theatre, 1940.
- Photographie : Wilkie Cooper
- Décors : Michael Relph
- Costumes : Bianca Mosca
- Son : Len Page
- Montage : Sidney Cole
- Musique : Lord Berners
- Production : Michael Balcon
- Production associée : Alberto Cavalcanti (sous le nom de Cavalcanti)
- Société de production : Ealing Studios
- Société de distribution : Associated British Film Distributors
- Pays de production :  Royaume-Uni
- Langue originale : anglais
- Format : noir et blanc — 35 mm — 1,37:1 — son mono
- Genre : film fantastique
- Durée : 95 minutes
- Dates de sortie : 
  - Royaume-Uni : 14 avril 1944
  - France : 5 février 1952

## Distribution
- Mervyn Johns : Rhys, l'aubergiste
- Glynis Johns : Gwyneth, sa fill
- Tom Walls : le capitaine Meadows
- Françoise Rosay : Alice Meadows, la femme du capitaine Meadows
- Esmond Knight : David Davies, un  grand chef d'orchestre
- Guy Middleton : l'ex-capitaine Fortescue, qui sort de prison
- Alfred Drayton : William Oakley, un profiteur de guerre
- Valerie White : Jill French, la femme de Richard qui demande le divorce
- Richard Bird : le chef d'escadrille Richard French, son mari au bord du divorce
- Sally Ann Howes : Joanna French, leur fille adolescente
- Philippa Hiatt : Margaret, l'amoureuse de Terence
- Pat McGrath : Terence, un jeune Irlandais, son amoureux
- C.V. France : Mr. Truscott, le notaire
- Roland Pertwee : le directeur de la prison
- Eliot Makeham : George, le valet de Davies
- John Boxer : John, le médecin de Davies
- Rachel Thomas : Miss Morgan, la propriétaire
- Joss Ambler : Pinsent
- Jack Jones & Moses Jones : les porteurs gallois à la gare de Cymbach
- Alec Mango : un client du bar de l'hôtel